# La Estrella de Iquique
La Estrella de Iquique es un periódico chileno, de carácter local, editado en Iquique, pero impreso en Antofagasta, en los talleres gráficos de la Empresa Periodística El Norte.
El periódico está afiliado a la cadena de diarios regionales perteneciente a El Mercurio y también es miembro de la Asociación Nacional de la Prensa.

## Historia
La Estrella de Iquique fue fundada el 1 de diciembre de 1966, día desde el que ha venido informando permanentemente a los iquiqueños, reflejando los importantes hechos acontecidos en la región, especialmente los terremotos acontecidos en la zona en 2005 y en 2007.
El 20 de diciembre de 2000 La Estrella de Iquique lanzó su página en Internet, que publica las informaciones de la edición impresa y noticias de último minuto.

## Pensamiento editorial
Al igual que todos los periódicos pertenecientes a El Mercurio, La Estrella de Iquique mantiene un estilo formal, aunque ligeramente menos conservador que su matriz.